# Китакацураги (уезд)
Китакацураги (яп. 北葛城郡 Китакацураги-гун) уезд расположен в префектуре Нара, Япония.
По оценкам на 1 апреля 2017 года, население составляет 96,329 человек, площадь 37.68 км ², плотность 2,560 человек / км ².

## Посёлки и сёла
- Каммаки
- Каваи
- Корё
- Одзи